# Казнь Марии-Антуанетты
Казнь Марии-Антуанетты, королевы Франции (на тот момент бывшей), состоялась в Париже 16 октября 1793 года. Марию-Антуанетту, осуждённую за предательство, обезглавили на гильотине. Это стало одним из значимых событий Великой французской революции.

## Предыстория
Мария-Антуанетта была непопулярна как при дворе, так и в народе из-за своего австрийского происхождения, свободных манер, расточительности и чрезмерного влияния на короля, которое она использовала, чтобы не допускать реформы. Когда в стране началась революция, королева поддерживала тайные контакты с другими европейскими державами, рассчитывая получить их помощь. Именно она стала в 1791 году инициатором побега, закончившегося неудачей. В августе 1792 года Марию-Антуанетту арестовали вместе с мужем и детьми и поместили в тюрьму Тампль. Людовика в январе 1793 года гильотинировали. Его вдову 2 августа того же года перевели в тюрьму Консьержери. Возник роялистский заговор, участники которого рассчитывали организовать для королевы побег. Они передали ей письмо, но ответ Марии-Антуанетты попал в руки властей.
Один из наиболее влиятельных революционных политиков, Максимилиан Робеспьер, несколько раз требовал в Конвенте отдать бывшую королеву под суд. Наконец, 15 октября 1793 года состоялся судебный процесс. Обвинители заявили о предательстве Марии-Антуанетты, о её сговоре с иностранными державами, а также об инцесте: по их словам, бывшая королева развращала собственного сына. Обвиняемая на это сказала: «Если я не отвечаю, то лишь потому, что сама природа отказывается отвечать на подобные гнусные обвинения в адрес матери».

## Казнь
16 октября 1793 года в 4 часа утра королеве зачитали смертный приговор. Палач Шарль Анри Сансон постриг Марию-Антуанетту наголо и надел ей оковы на отведённые за спину руки. Королева в белой пикейной рубашке, с чёрной лентой на запястьях, с платком из белого муслина, наброшенным на плечи, и с чепчиком на голове, в лиловых туфлях села в повозку палача. Она сохраняла полное самообладание и ничем не уронила королевского достоинства. Поднимаясь на эшафот, Мария-Антуанетта наступила на ногу палачу и извинилась: «Простите, месье, я не нарочно». Это были её последние слова. Казнь состоялась в 12 часов 15 минут.
В 1815 году по приказу короля Франции Людовика XVIII останки Марии-Антуанетты были опознаны и перенесены c кладбища Мадлен в Сен-Дени. На предполагаемом месте захоронения на кладбище позднее была построена часовня Покаяния, а на месте самого кладбища разбит парк Людовика XVI.